# Возовиков, Сергей Юрьевич
Сергей Юрьевич Возовиков (17 апреля 1958, Алма-Ата, Казахская ССР — 11 июля 1993) — лётчик-истребитель, космонавт-испытатель Центра подготовки космонавтов имени Ю. А. Гагарина, майор.

## Биография

### Ранние годы и образование
Родился 17 апреля 1958 года в Алма-Ате, Казахская ССР, в семье Возовикова Юрия Григорьевича, (14.07.1933), и Возовиковой (Ходченко) Софьи Артемовны (15.05.1938 — 01.08.1988). Учился в средней школе № 21 в поселке Алатау в Алматинской области. Окончив школу, поступил в Армавирское высшее военное авиационное училище лётчиков противовоздушной обороны (ВВАУЛ ПВО), которое окончил в 1979 году по специальности «Командная истребительная авиация» и получил диплом летчика-инженера.
По окончании института, с 12 декабря 1979 года служил летчиком в 301-м истребительно-авиационном полку 29-й истребительно-авиационной дивизии 11-й отдельной армии ПВО Дальневосточного военного округа, затем с 31 декабря 1981 года был назначен там же старшим летчиком.
С 26 июля 1982 года служил старшим летчиком 161-го истребительно-авиационного полка 119-й истребительно-авиационной дивизии Одесского военного округа. С 7 июня 1990 года служил старшим лётчиком в 161-м морском истребительно-авиационном полку 119-й истребительно-авиационной дивизии.

### Космическая подготовка
11 мая 1990 года решением Главной Межведомственной квалификационной комиссии был допущен к зачислению в отряд космонавтов Центра подготовки космонавтов имени Ю. А. Гагарина. 8 августа 1990 года приказом Министра обороны СССР № 1142 был назначен на должность кандидата в космонавты-испытатели 4-й группы отряда космонавтов Центра подготовки космонавтов (ЦПК ВВС). С 1990 по 1992 год проходил общекосмическую подготовку. Сдав экзамен, решением Межведомственной квалификационной комиссии ему была присвоена квалификация «космонавт-испытатель». 24 апреля 1992 года он был назначен космонавтом-испытателем 2-й группы.
Участвовал в подготовке в составе группы космонавтов по программе полётов на долговременную орбитальную станцию «Мир».

## Смерть
Летом 1993 года проходил тренировку на выживание в районе Анапы. Утонул 11 июля 1993 года в Чёрном море, запутавшись в браконьерских рыболовных сетях.